# Víðimýrarkirkja
Víðimýrarkirkja er en kirke på Island opført i 1834 af tømrer Jón Samsonarson, der også var altingsmedlem for Keldudalur.
Formentlig er den første kirke i Víðimýri opført kort efter kristendommens indførelse på Island. I den første inventarliste fra ca. 1318 var kirken helliget Jomfru Maria og apostelen Peter.
Kirken er en tørvekirke, tørvet bliver restaureret regelmæssigt, kirkens træværk og paneler er originale. Væggenes skelet er bygget som bindingsværk og beklædt indvendig med umalede træpaneler.
Kirkens altertavle er fra 1616 og sikkert af dansk oprindelse, midterpartiet viser den sidste nadver. Den latinske tekst under billedet oversat til dansk siger: "Thi så ofte i spiser dette brød og drikker kalken, forkynder i Herrens død, indtil han kommer."
Prædikestolen er fra det 17. århundrede. Kirkegårdsporten er fra 1936 og begge kirkens klokker er fra 1630. Andre kirkegenstande opbevares på Islands Nationalmuseum, kirken har været under museets opsyn siden 1936.